# William Stafford († 1556)
Sir William Stafford (* um 1500; † 5. Mai 1556 in Genf, Schweiz) war ein englischer Grundbesitzer und zweiter Ehemann von Mary Boleyn, der Schwester Anne Boleyns.

## Leben
William Stafford war der zweite Sohn von Sir Humphrey Stafford († 1545) und dessen erster Frau Margaret Fogge, der Tochter von Sir John Fogge aus Ashford, Kent. Seine Familie war entfernt mit den mächtigen Staffords verwandt, die bis 1521 die Titel des Duke of Buckingham und des Earl of Wiltshire innehatten. Dennoch war William Stafford ein Bürgerlicher, zudem nur der zweitgeborene Sohn, und diente daher Heinrich VIII. als Soldat.
1532 gehörte Stafford zu den 200 Personen, die Heinrich VIII. nach Frankreich begleiteten. Der Zweck dieser Reise war, dass Heinrich seine zukünftige Frau, Anne Boleyn, dem französischen König Franz I. vorstellen wollte, sodass dieser seine öffentliche Unterstützung für die Annullierung von Heinrichs erster Ehe mit Katharina von Aragon zeigen konnte. Unter den anderen Mitreisenden war auch Anne Boleyns Schwester Mary, die älteste Tochter von Thomas Boleyn. Durch ihre Verbindungen hatte Mary, deren erster Ehemann William Carey 1528 verstorben war, gute Heiratsaussichten. Nichtsdestotrotz heirateten William Stafford und Mary Boleyn 1534 heimlich. Als die Heirat bekannt wurde, als Mary schwanger wurde, wurde das Paar vom Hof verstoßen.
Das Paar lebte zunächst in Chebsey in Staffordshire, zog aber später in den Familiensitz der Boleyns, Rochford Hall in Rochford, Essex. Sie lebten zurückgezogen, bis Mary 1543 starb und Stafford in Schottland diente. Dort wurde er 1545 zum Ritter geschlagen, zwei Jahre später wurde er zum Parlamentsabgeordneten für Hastings. 1545 heiratete Stafford in zweiter Ehe seine Cousine zweiten Grades, Dorothy Stafford, die jüngste Tochter von Henry Stafford, 1. Baron Stafford, und Ursula Pole.
Während der Herrschaft von Maria I. floh der protestantische Stafford mit seiner Familie nach Genf, wo er am 5. Mai 1556 starb. Seine Frau Dorothy sollte, ebenso wie seine Kinder und Stiefkinder, am Hof Elisabeths I. einen großen Einfluss haben.

## Ehen und Nachkommen
1534 heiratete William Stafford heimlich Mary Boleyn (* um 1499; † 1543), die Schwester der zweiten Ehefrau Heinrichs VIII., Anne Boleyn. Mary Boleyn soll zum Zeitpunkt der Heirat mit William Stafford schwanger gewesen sein, allerdings starben wohl alle gemeinsamen Nachkommen in der Kindheit.
In zweiter Ehe heiratete William Stafford 1545 Dorothy Stafford († 1604), die Tochter von Henry Stafford, 1. Baron Stafford, und Ursula Pole. Sie hatten drei Söhne und drei Töchter:
- Sir Edward Stafford (* 1552; † 1604) ⚭ 1. Roberta Chapman († 1578); ⚭ 2. Douglas Sheffield (* 1547; † 1608)
- William Stafford (* 1554; † 1612) ⚭ Anne Gryme († 1612)
- Sir John Stafford of Marlwood Park (* Januar 1556; † 28. September 1624) ⚭ 1. Bridget Clopton († März 1574); ⚭ 2. Millicent Gresham († 1602)
- Elizabeth Stafford (* 1546; † 6. Februar 1599) ⚭ 1. Sir William Drury (* 1550; † 1590); ⚭ 2. Sir John Scott.
- Ursula Stafford (* 1553) ⚭ Richard Drake († 11. Juli 1603)
- Dorothy Stafford, starb vermutlich in der Kindheit

## William Stafford in Literatur und Film

### Film und Fernsehen
- In der Filmadaption von Die Schwester der Königin (original: The Other Boleyn Girl) wird Stafford von Eddie Redmayne dargestellt. Mary Boleyn wird von Scarlett Johansson gespielt.
- Philip Glenister spielte Stafford in der BBC-Produktion von Die Schwester der Königin an der Seite von Natascha McElhone als Mary Boleyn.
- William Stafford wird auch in der Fernsehserie Die Tudors erwähnt, tritt jedoch nicht auf.
- Stafford tritt kurz in der dritten Folge von der TV-Adapation von Wolf Hall auf. Er wird dort von Tom Forbes gespielt.